# Konstablerwache
Die Konstablerwache in Frankfurt am Main, umgangssprachlich auch „Konsti“ genannt, ist ein Platz im Zentrum der Stadt und östliches Ende der Fußgängerzone Frankfurts (Opernplatz–Hauptwache–Konstablerwache). Sie liegt östlich der Hauptwache; beide Plätze sind durch die zentrale Einkaufsstraße der Stadt – die Zeil – verbunden. Außerdem befindet sich hier ein Hauptverkehrsknotenpunkt des RMV, sowohl ober- als auch unterirdisch, und der Hauptkreuzungspunkt der Nachtbuslinien.

## Geschichte

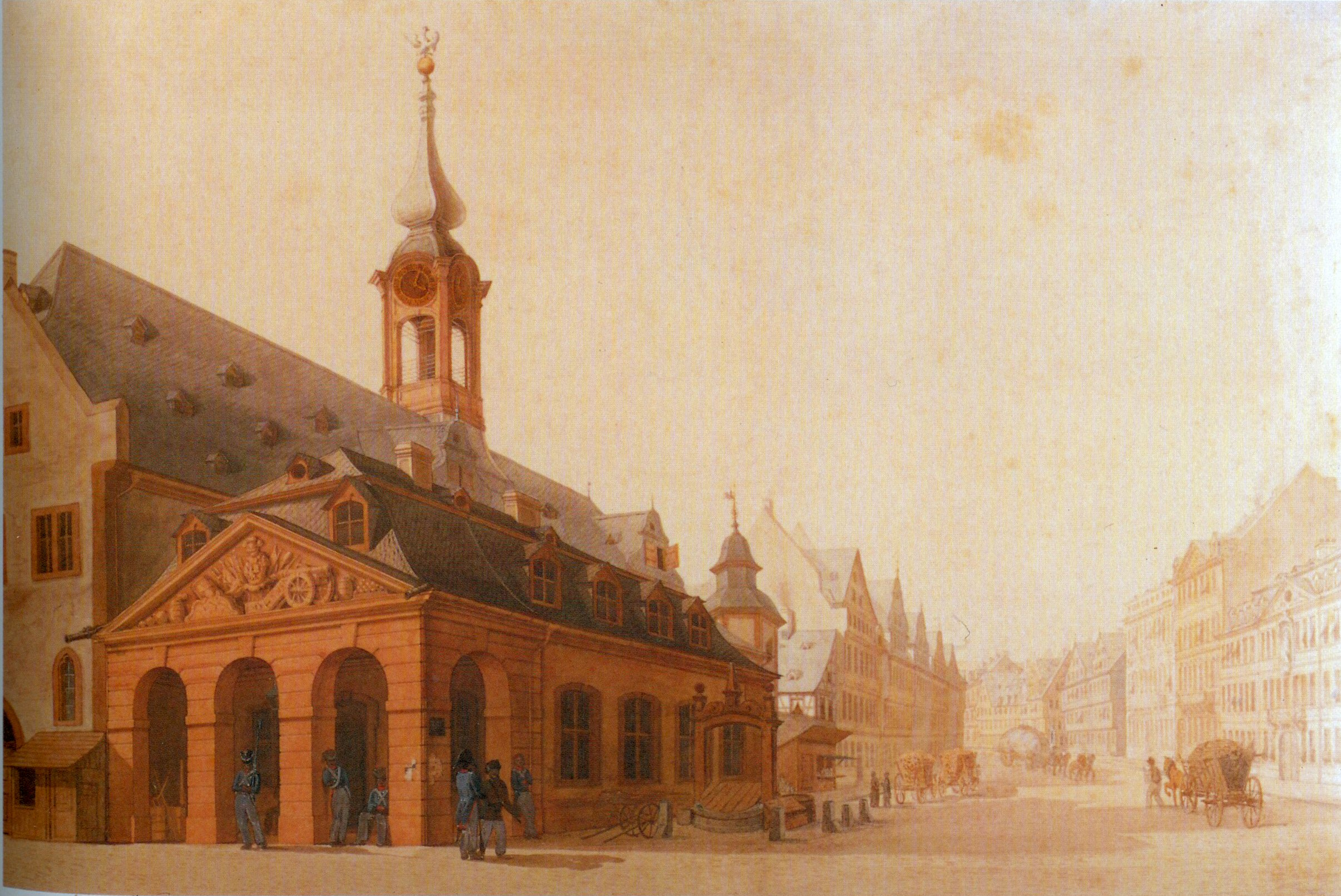
Konstablerwache um 1830

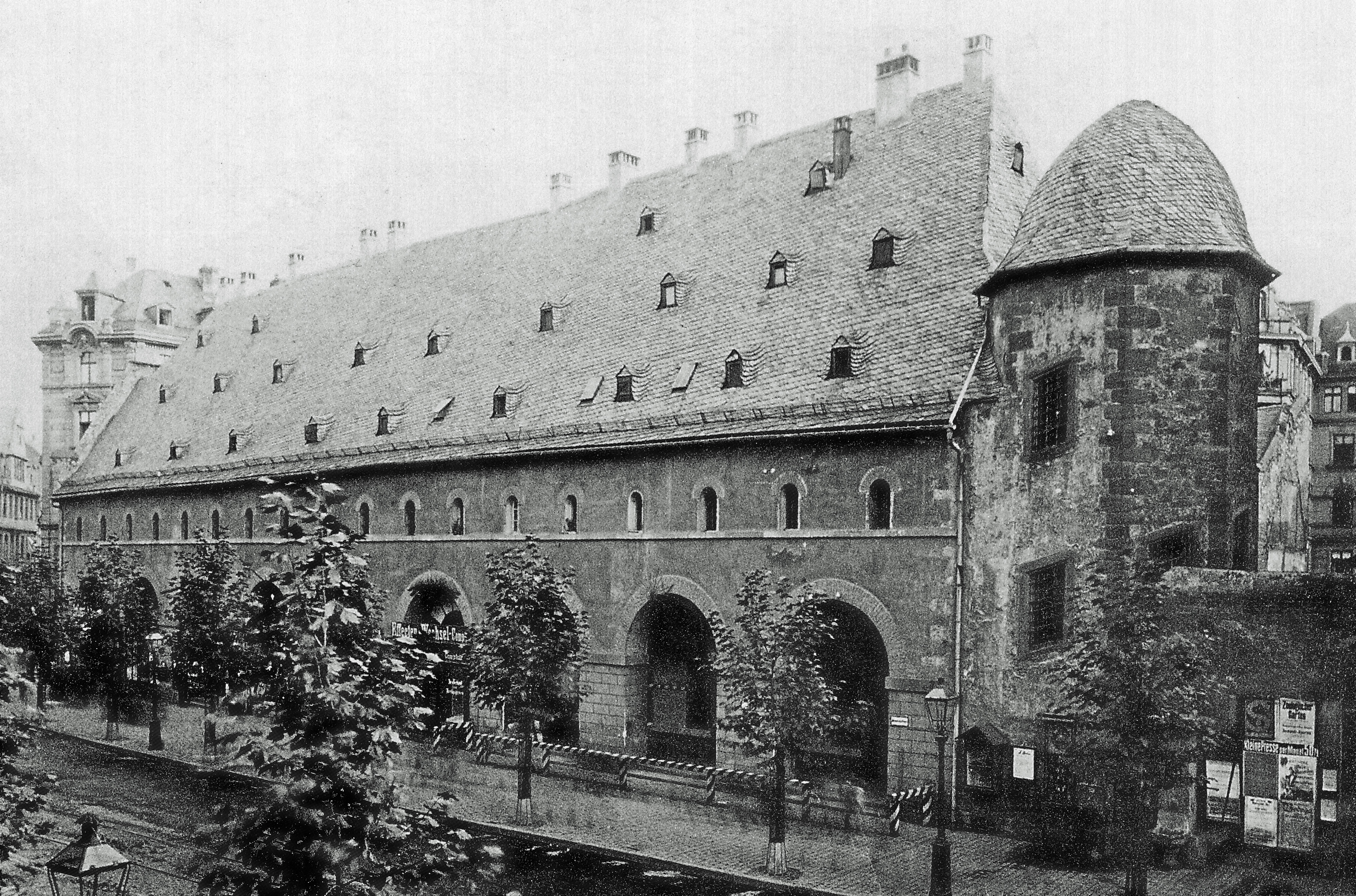
Die Konstablerwache 1886

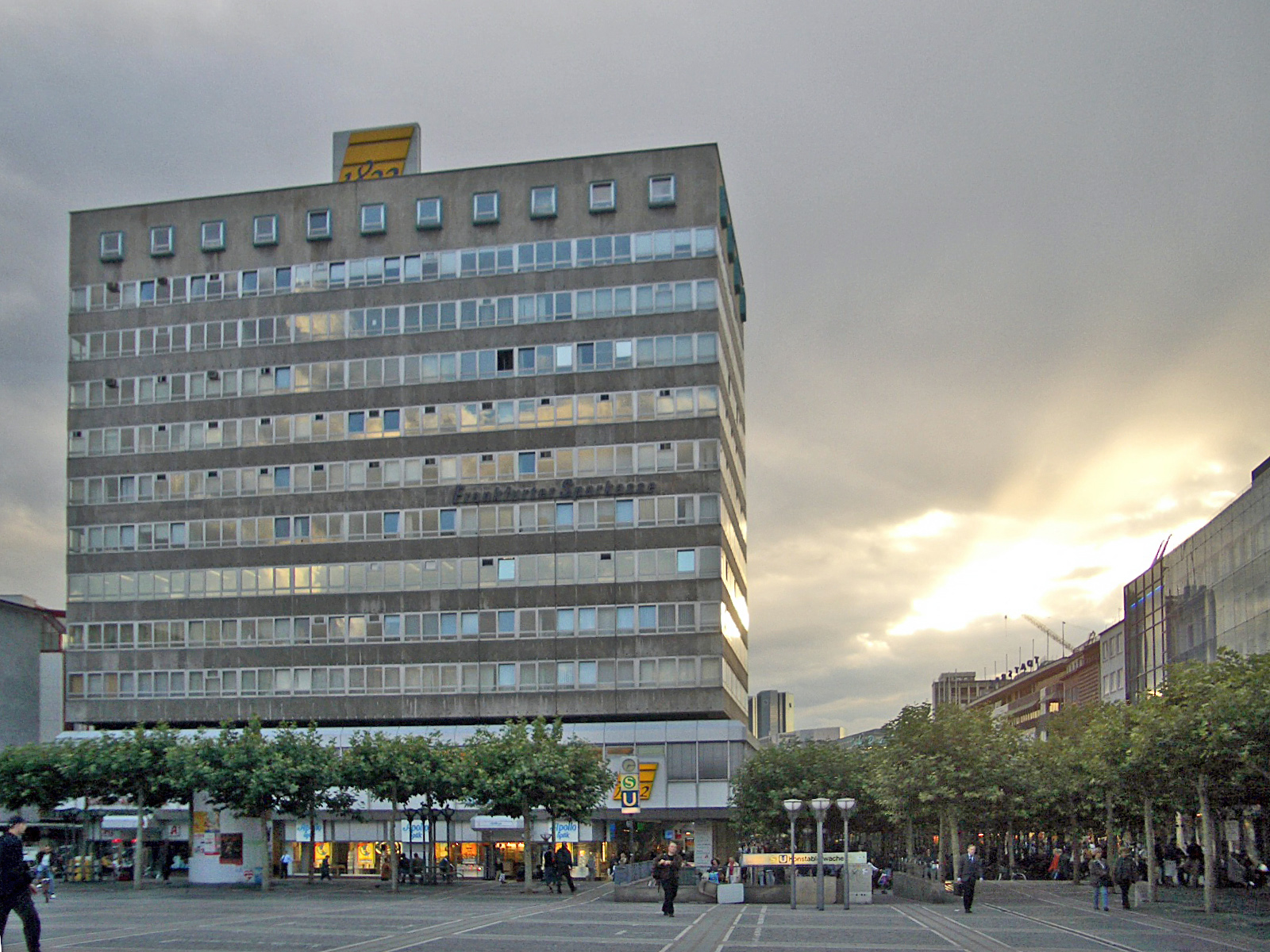
Das Bienenkorbhaus, Ecke Konstablerwache und Zeil, im Westen

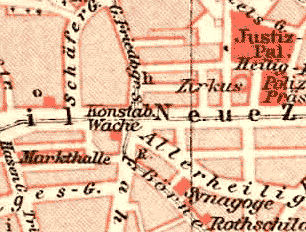
Die städtebauliche Situation auf einem Stadtplan von 1893

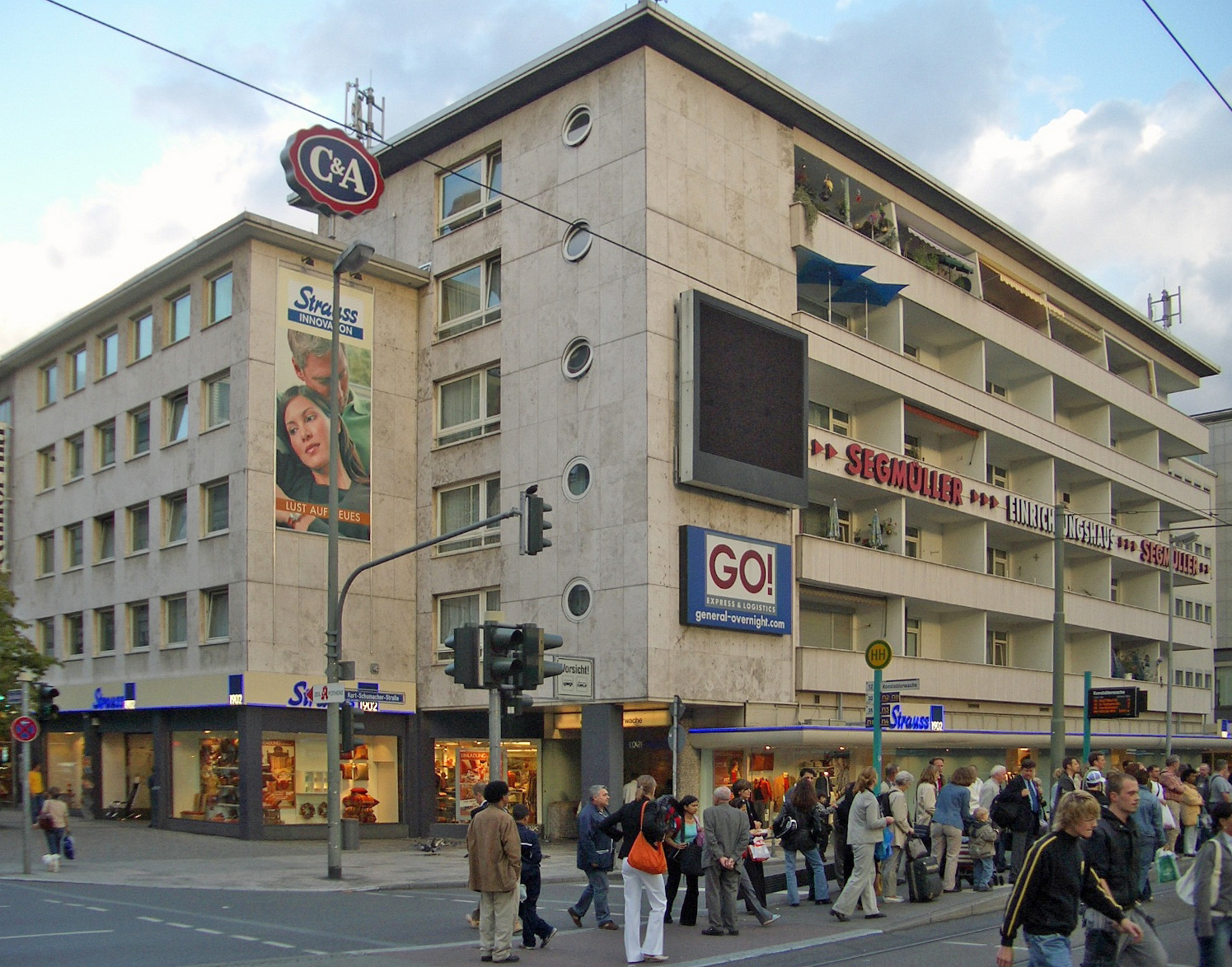
Wohn- und Geschäftshaus im Osten, Ecke Zeil und Kurt-Schumacher-Straße

Auf dem heutigen Platz der Konstablerwache befand sich an der Ecke zur Fahrgasse seit 1544 ein Zeughaus der Frankfurter Stadtwehr, das lange das östliche Ende der Zeil darstellte. 1822 wurde das inzwischen zur Wachstation ausgebaute Militärgebäude aufgegeben und zu einem Polizeirevier umgebaut. Der Name Konstablerwache kommt daher, dass es die Wache des Frankfurter Konstablers war. Im Jahr 1833 wurde sie von aufständischen Studenten im Frankfurter Wachensturm überfallen und geplündert.
In der Gründerzeit war die Wache zu klein für die wachsende Stadt geworden. So ersetzte das neue Polizeipräsidium am Hohenzollernplatz (heute Platz der Republik) Konstabler- und Hauptwache. Im Gegensatz zur Hauptwache wurde die Konstablerwache 1886 abgerissen und durch Geschäftshäuser ersetzt. Heute steht hier das Bienenkorbhaus.
Bis 1881 war der heutige Platz eine enge Straßenkreuzung. Die breite, hier endende Zeil setzte sich nach Südosten in Richtung Allerheiligentor als Allerheiligenstraße fort. Quer dazu verlief mit Fahrgasse und Große Friedberger Straße die Nord-Süd-Verbindung der Altstadt, die von der Alten Brücke zum Friedberger Tor führte. Im gleichen Jahr wurde ein Straßendurchbruch fertiggestellt, die Neue Zeil, eine breite Geschäftsstraße, die von der Konstablerwache in östliche Richtung zur Friedberger Anlage führte. Zwischen Neuer Zeil und Allerheiligenstraße entstand ein Platz, der wesentlich kleiner war als die heutige Platzfläche. Auf dem Platz sammelten sich Tagelöhner aus Osthessen, die in Frankfurt Arbeit suchten. Sie wurden im Volksmund abfällig Fulder (nach der osthessischen Stadt Fulda) genannt, der Platz selbst Fuldermarkt oder Dalles.
Mit dem Aufkommen neuzeitlicher Verkehrsmittel an der Wende zum 20. Jahrhundert wurde die Konstablerwache zu einem Verkehrsknotenpunkt der Stadt, sowohl für den Automobilverkehr als auch für die Straßenbahn.
Im Zweiten Weltkrieg wurde ein großer Teil der Gebäude an der Zeil bei den Luftangriffen auf Frankfurt am Main zerstört. Man verzichtete auf den Wiederaufbau und ließ einen großen Platz frei. Als dann die neu gebaute Kurt-Schumacher-Straße die Fahrgasse als wichtigste Nord-Süd-Verbindung in der östlichen Innenstadt ablöste, erhielt die Konstablerwache mit dieser Straße ihre heutige östliche Begrenzung.
Nach der Umgestaltung zur Fußgängerzone wurde das Platzniveau um knapp 80 Zentimeter angehoben, um trotz der darunter gelegenen Schnellbahnstation eine zweireihige Bepflanzung mit Platanen anlegen zu können. Dieses Podest ist ringsherum durch vier Stufen erreichbar, Rollstuhlfahrern wird der Zugang durch zwei Rampen ermöglicht.

## Planungen
Der heutige Zustand der Konstablerwache wird allgemein als unbefriedigend empfunden. Sowohl die Architektur der umgebenden Kaufhäuser als auch die Platzgestaltung selbst tragen dazu bei, dass der Platz zu den hässlichen der Stadt gezählt wird. Insbesondere das gestalterisch schwer nachvollziehbare und funktional schädliche Podest wird als Missstand empfunden. Die Stufen halten Passanten vom Betreten des Platzes ab, das Platzinnere wird kaum genutzt. Die Konstablerwache ist deshalb ein häufig genannter Kandidat für eine Umgestaltung im öffentlichen Raum. Aktuelle Planungen sehen vor, das Podest und somit auch den Großteil der dort gepflanzten Bäume im Rahmen der Umgestaltung der Zeil zu entfernen.

## Straßenbahn

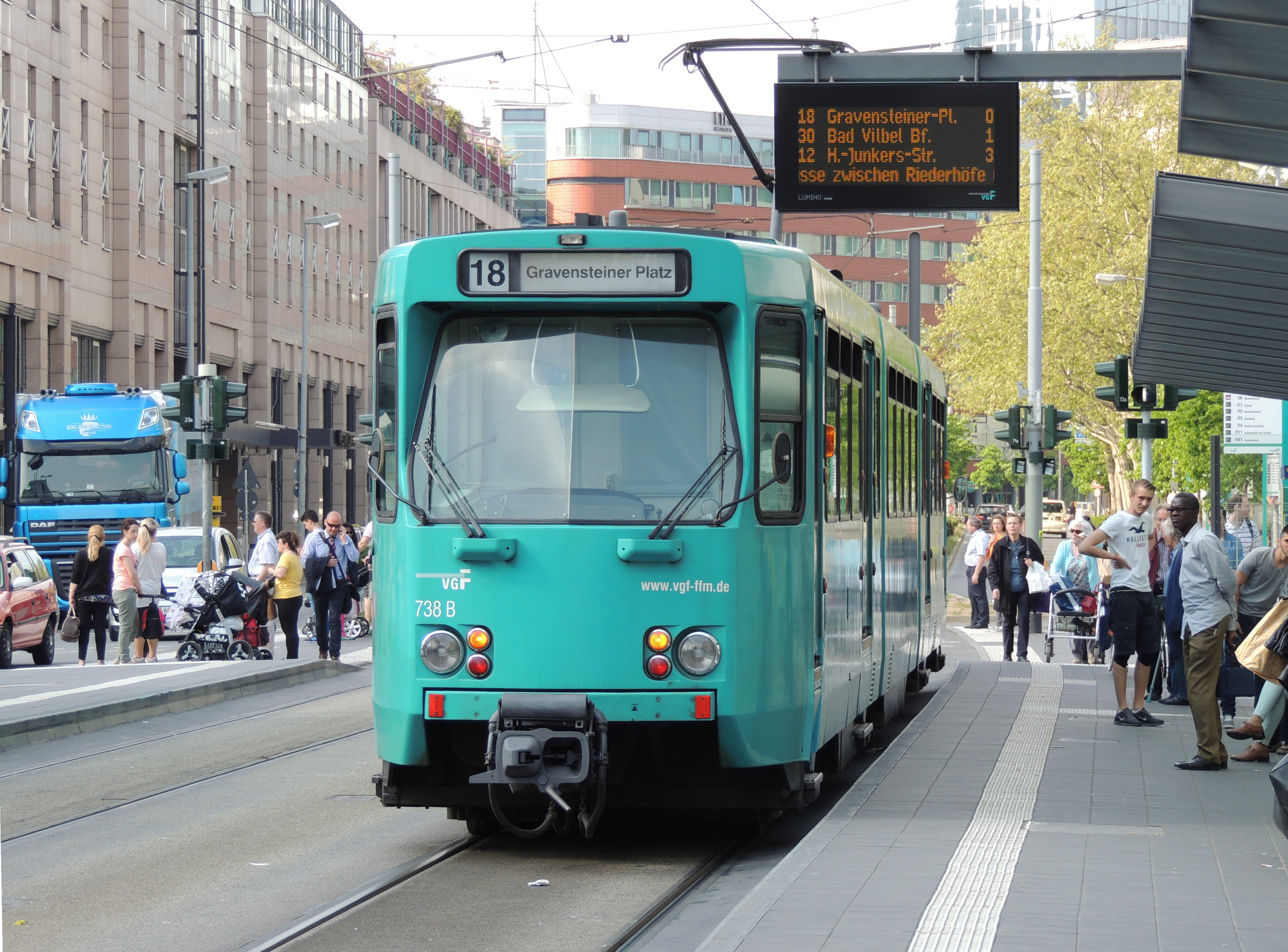
Straßenbahnwagen an der Haltestelle Konstablerwache

Der ehemalige Straßenbahnknoten in der östlichen Innenstadt verlor seine Bedeutung erst durch die großen Streckenstilllegungen in der Innenstadt in den 1970er Jahren. Anfangs wurde die Zeil auch nach der Umwandlung in eine Fußgängerzone von Straßenbahnen befahren. Die Strecke wurde anlässlich des Baus des S-Bahn-Tunnels zwischen Hauptwache und Konstablerwache stillgelegt; eine Neubaustrecke durch die parallele Stephanstraße übernahm einen Teil des Verkehrs. Auch in den hier von der Zeil abzweigenden Straßen Fahrgasse, Schäfergasse und Große Friedberger Straße verkehrten zeitweise Straßenbahnen.
Letztere wurde zwar bereits in den 1960er Jahren stillgelegt, aber 1986 als Endstation der durch das Nordend verkehrenden Linie 12 wieder in Betrieb genommen. 1999 wurde nach fast zehnjähriger Planungsphase die Straßenbahntrasse auf der Kurt-Schumacher-Straße eingeweiht. Nun war es möglich von der Konstablerwache mit der Linie 12, die bisher ihre Endstation in einer Seitenstraße hatte, ohne Umstieg nach Fechenheim und Schwanheim zu fahren. Die Strecke in der Großen Friedberger Straße wurde stillgelegt.
Seit dem 11. Dezember 2011 verkehrt zusätzlich zur Linie 12 die neu installierte Linie 18 über die Konstablerwache. Sie verbindet Sachsenhausen (Louisa Bahnhof) mit der zu Preungesheim gehörenden Neubausiedlung Frankfurter Bogen.

## Schnellbahnknoten

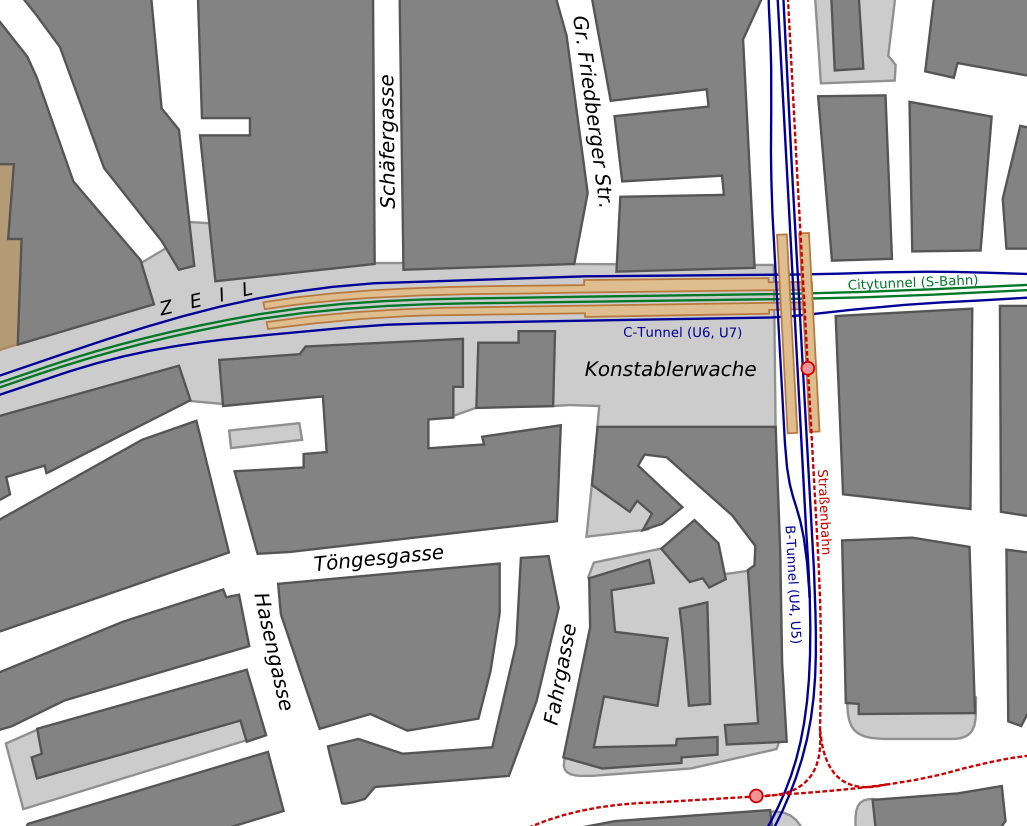
Plan des Schnellbahnknotens

An der Konstablerwache befindet sich ein großer unterirdischer Kreuzungsbahnhof des Frankfurter Schnellbahnnetzes. Zwei Strecken der Frankfurter U-Bahn (B-Strecke, Linien U4 und U5, eröffnet 1974, und C-Strecke, Linien U6/U7, seit 1986) sowie die Innenstadtstrecke der S-Bahn (Linien S1–S6, S8, S9, seit 1983) haben Bahnhöfe hier. Die Station der B-Strecke ist dreigleisig, die C-Strecke und die S-Bahn teilen sich einen viergleisigen Bahnhof, an dem am selben Bahnsteig zwischen U- und S-Bahn umgestiegen werden kann.

## Trivia
- Die Konstablerwache ist der Ort der Handlung des Hardcore-Techno-Tracks Korrekt!.
- In Tracks wie Nächste Station: Konstablerwache von Smash?[2][3] mimt Fast H einen Kiezdeutsch-sprechenden Drogendealer samt Kunden. Es ist eine Durchsage einer Bahnsprecherin zu hören (nächste Station: Konstablerwache). Auf dem Cover ist der Bahnhof mit dem Namensschriftzug zu sehen.
- Das Video zu Gopnik[4] von Olexesh zeigt Ausschnitte der Bahnstation. Auch die Hook des Titels bezieht sich wiederholt auf die Konstablerwache: Bounce an der Konsti […] Tanz an der Konsti
- Teile des Videos Immer Noch[5] von Celo & Abdi spielen an der Bahnstation sowie in einer Bahn, in welcher auch die Durchsage Nächster Halt: Konstablerwache zu hören ist.